# Sherine
Sherine Sayed Mohammed Abdel-Wahab (en árabe: شيرين سيد محمد عبد الوهاب‎), más conocida como Sherine (El Cairo, 8 de octubre de 1980), es una cantante, actriz, presentadora de televisión y personalidad televisiva egipcia.

## Biografía

### Inicios
Sherine nació el 9 de octubre de 1980 en El Cairo, Egipto. Su primer nombre significa "dulce" en persa. Nació en una familia de clase media. Su padre, Sayed Abdel-Wahab, es decorador, y su madre, ama de casa. Sherine tiene dos hermanos.
Cuando era niña, el talento vocal de Sherine fue descubierto por primera vez por su profesor de música en la escuela; a la edad de nueve años, su maestra la llevó a la Ópera de El Cairo para conocer a Selim Sehab, un famoso director de música clásica egipcio. Ella cantó frente a él y logró impresionarlo. Desde los nueve a los doce años cantó como miembro coral en la Ópera, luego se le dio la oportunidad de actuar como cantante solista y tuvo un significativo éxito. Siguió cantando en la Ópera de El Cairo mientras buscaba un productor musical para comenzar su carrera profesional. 

### Reconocimiento
A la edad de 18 años conoció a Nasr Mahrous, un destacado director y productor musical que le consiguió un contrato discográfico con la compañía Free Music, donde se reunió con Tamer Hosny, por entonces un nuevo talento que buscaba también una oportunidad. El álbum debut de Sherine fue publicado en septiembre de 2002 y fue un gran éxito en todo el mundo árabe, vendiendo más de veinte millones de copias.
En su carrera como actriz, protagonizó junto a Ahmed Helmy la cinta Mido Mashakel (en árabe: ميدو مشاكل), película de 2003 dirigida por Muhammad al-Najjar. Además protagonizó la serie Tareeqi en junio de 2015, donde interpreta a una joven que lucha por lograr su sueño de convertirse en una cantante famosa derribando las restricciones sociales, las regulaciones y la oposición de su familia.

## Controversias
En 2017 generó cierta controversia al afirmar que beber agua del río Nilo podría causarle una esquistosomiasis cuando se le pidió que cantara la canción "Mashrebtesh Men Nilha". El sindicato de músicos egipcios decidió suspender su derecho a presentarse en ese país por su aparente "burla injustificada hacia Egipto". Sherine más tarde pidió disculpas por lo que consideró una "broma tonta".
En marzo de 2019 tras la frase pronunciada en un concierto de Baréin "Aquí puedo decir lo que me plazca. En Egipto, cualquiera que hable acaba en la cárcel" grabada en vídeo por un espectador el Sindicato de Músicos de Egipto anunció que no podrá actuar más en el país.

## Discografía

### Álbumes
- Free Mix 3 with Tamer Hosny (2002)
- Garh Tany (2003)
- Lazem Ayesh (2005)
- Batamenak (2008)
- Habeat (2009)
- Esaal Alaya (2012)
- Ana Kiteer (2014)
- Tareqe (2015)

### Sencillos
- "Ma Sherebtesh Min Nelha"
- "Ma Btefrahsh"
- "Enak"
- "Baladi"
- "Just A Dream"
- "Al'am Al Jadeed"
- "Lebnan Fel Alb"
- "Albi Leek"
- "Bahibik Ya Omi"
- "Mshaa'er"
- "Howa Da"
- "Sida Da"
- "Kol Maghanni"
- "Ayesht Masr"